# Stilbruch (Kulturmagazin)
Stilbruch. Das Kulturmagazin im rbb war eine wöchentliche Kultursendung im Fernsehen des Rundfunk Berlin-Brandenburg von 2003 bis 2018.

## Geschichte
Am 12. November 2003 wurde die erste Sendung des Kulturmagazins Stilbruch im RBB gesendet, etwa ein halbes Jahr nach dessen Gründung als Fusion von ORB und SFB. Sie wurde in der Regel donnerstags von 22.15 Uhr bis 22.45 Uhr ausgestrahlt, mit einer nächtlichen Wiederholung.
Berichtet wurde über verschiedenste kulturelle Themen, vor allem aus Berlin und Brandenburg, wie Ausstellungen, Konzerte, Filme, und nehr.
Moderatoren waren Ulf Kalkreuth (2003–?), Christine Deggau (2003–?), Katrin Bauerfeind (2007, eine Sendung),  Petra Gute (2007–2018) und Jaafar Abdul-Karim (2015–2018). Quotenrekorde wurden mit 120.000 Zuschauern (7,8 %) am 22. August 2013 und 130.000 Zuschauern (8,2 %) am 26. September 2013 gemeldet.
Die letzte Sendung ist vom 6. Mai 2018 feststellbar.
Gegenwärtig gibt es stattdessen die Sendung rbbKultur.